# 4-クロロインドール-3-酢酸
4-クロロインドール-3-酢酸（4-クロロインドール-3-さくさん、4-chloroindole-3-acetic acid, 4-Cl-IAA）は植物ホルモンの一種である。オーキシンに分類され、その一種であるインドール-3-酢酸 (IAA) のクロロ化誘導体である。さまざまな植物の種子中、特にエンドウやソラマメの豆果にみられる。4-クロロインドール-3-酢酸は、成熟した種子が栄養素を取り込むために植物本体を枯死させるための引き金となる「死のホルモン」であるという説が提唱されている。